# Cubaris minima
Cubaris minima is een pissebed uit de familie Armadillidae. De wetenschappelijke naam van de soort is voor het eerst geldig gepubliceerd in 1977 door Vandel.